# Іоанн Куркуас
Іоанн Куркуас (бл. 900 — до 953) — державний та військовий діяч Візантійської імперії.

## Життєпис
Походив з еллінізованої вірменської знаті. Його дідом був Іоанн Куркуас Старший, очільник тагми гіканатів, який брав участь у заколоті проти імператора Василя I. Його батько напевне звався Романом, займав посади в імператорському палаці, де накопичив чималі статки. Народився Іоанн Куркуас в містечку Докія в фемі Арменіакон. Про дату народження нічого невідомо. Здобув освіту в одного зі своїх родичів — Христофора, єпископа Гангри.
У період регентства імператриці Зої Карбонопсіни при малолітньому імператорі Костянтині VII між 915 та 917 роками отримав призначення доместіка (командира) вігли (загону палацової варти). У 919 році арештував низку сановників, сприявши захопленню імператорської влади Романом Лакапіном. Сприяв останньому у зміцненні влади в боротьбі з Львом Фокою Старшим. На дяку у 922 році призначається доместіком схол Сходу.
У 923 році разом із братом Феофілом придушив заколот Барди Бойласа, стратега феми халдія у північній Месопотамії. Після цього зробив брата фактично своїм заступником у війську, довіривши військові кампанії на Південному Кавказі. Сам Іоанн Куркуас став діяти в Сирії та Кілікії. У 926 році взяв в облогу Мелітену, що була центром емірату. Фортецю взяти не вдалося, проте емір визнав зверхність Візантії.
Рік Куркуас готувався до великої кампанії проти Вірменського емірату. У 927 році спочатку рушив проти фортеці Самосата на Євфраті, яку швидко захопив. Забезпечивши захист тилів на півдні, Іоанн Куркуас рушив на північ — до столиці емірату міста Двін. Його захопити не вдалося. До того ж в цей час арабські війська атакували Самосату та півдні Малої Азії. Але Куркуасу вдалося захопити міста Хлат і Бітліс, сплюндрувавши область навколо озера Ван. У 929 році завдав поразки Саджидам, скориставшись їх війною з Саларідами. Проте перемога була непевною, тому Іоанн Куркуас відступив до малоазійських фем імперії.
У 930 році було втрачено Самосату. Того ж року розпочав кампанію проти емірату Калікала. Фортецю було підкорено у 931 році, якій повернуто колишню назву Феодосіополь. Проте становище візантійських військ тут було непевним через негативне ставлення володарів держави Тао-Кларджеті. У 931 році вдруге підійшов до Малатьї, емір якої Абу гафс з династії Сулаймідів, знову визнав зверхність Візантії. Але того ж року в місті отаборилися війська Хамданідів.
Іоанн Куркуас не зміг рушити на Мелітену через напади арабського війська на чолі з Му'нісом аль-Хадимом, який тричі вдирався до Малої Азії. Водночас спустошливий похід здійснив Сумл, еміра Тарса, що дійшов до міст Анкіра та Аморій в центральній Анатолії. Сам Куркуас рушив проти Саларідів, яким завдав низку поразок, зумівши захопити міста Перкрі та Манцікерт.
У 932 році займався придушенням заколоту в фемі Опсікій. У 933 році розпочав новий похід проти Мелітени, скориставшись заколотами проти халіфа аль-Кахіра. Спочатку доместік схол захопив Самосату, а потім 19 травня 934 року зайняв Мелітену. Усім мешканцям було наказано прийняти християнство або залишити місто. Протягом 934—936 років з успіхом діяв проти Хамданідів. Втім, з огляду на уразливе становище Самосати наказав зруйнувати дощенту це місто.
У 935 році дозволив арабському племені бану-Хабіб перейти на територію Візантії. При цьому її члени прийняли християнство. Натомість доправили до війська 12 тис. вершників. Протягом 936—938 років займався зміцненням влади імперії на захоплених землях, де було засновано феми Мелітена, Харпезікон, Дерзен та Хозанон.
З 938 року почалися постійні сутички з Хамданідами. Спочатку Куркуас зазнав поразки від Сайф аль-Даули Хамданіда. Того ж року за сприяння Іоанна Куркуаса було укладено мирний договір з Багдадським халіфатом, фактично спрямований проти Хамданідів. У 939 році араби і курди Феодосіополя повстали, відновивши емірат. Спроби повернути місто 7-місячною облогою виявилися невдалими. У відповідь візантійське військо захопило гірську фортецю Арсамосату, де було утворено відповідну фему. Також Куркуас захопив місто Мастат, яке передав в керування протоспафарію Петроні Воїлі.
У 940 році після низки бойових сутичок Іоанн Куркуас змусив Сай аль-Даулу відступити до Мосула, забезпечивши мир на кордонах імперії до 945 року. У 941 році Куркуас був негайно покликаний до Костянтинополя, який атакували війська Київського князя Ігоря. До прибуття Куркуаса флот русів зазнав поразки. Але їхні війська атакували Віфінію, де їм намагався протистояти Барда Фока Старший. Незабаром Куркуас з військами завдав поразки ворогові, змусивши того відступити.
На початку 942 року розпочав військову кампанію проти Хамданідів. Спочатку захопив та сплюндрував місто Алеппо, згодом сусіднє місто Хамус, де захопив 10 або 15 тисяч полонених. Восени того ж року вдерся до області Тарон у Північній Месопотамії, де доволі швидко захопив важливі міста Мартирополіс, Аміду, Нісібіс, Дару. Після цього атакував емірат Урфа, сплюндрувавши його області. Володар останнього 944 року змушений був укласти мир з Візантією, обмінявши 200 арабських полонених на Спас Нерукотворний. Того ж року Іоанн Куркуас зайняв міста Бірту та Германікею.
За завершенням війни Куркуас повернувся до Костянтинополя, де зіткнувся з інтригами Стефана і Костянтина Лакапінів, співімператорів Романа I. Останній планував влаштувати шлюб між донькою Куркуаса з Романом, сином Косттянтина VII. Але сини Лакапіна відмовили батька та спровокували відставку Іоанна Куркуаса з посади доместіка схол Сходу в восени 944 року. Його замінено було Пантерієм Скліром.
Після повалення Романа I та його синів Іоанн Куркуас повернувся на службу, але йому вже не довіряли військових кампаній. У 946 році вів перемовини з еміром Тарса щодо обміну полоненими. Подальша доля невідома. Помер до 953 року, оскільки в своїй праці Про управління імперією імператор Костянтин VII називає його блаженним, тобто померлим.

## Родина
- Роман (д/н—після 963), доместік схол Сходу
- Євфросинія